# Heinrich Bělohlávek

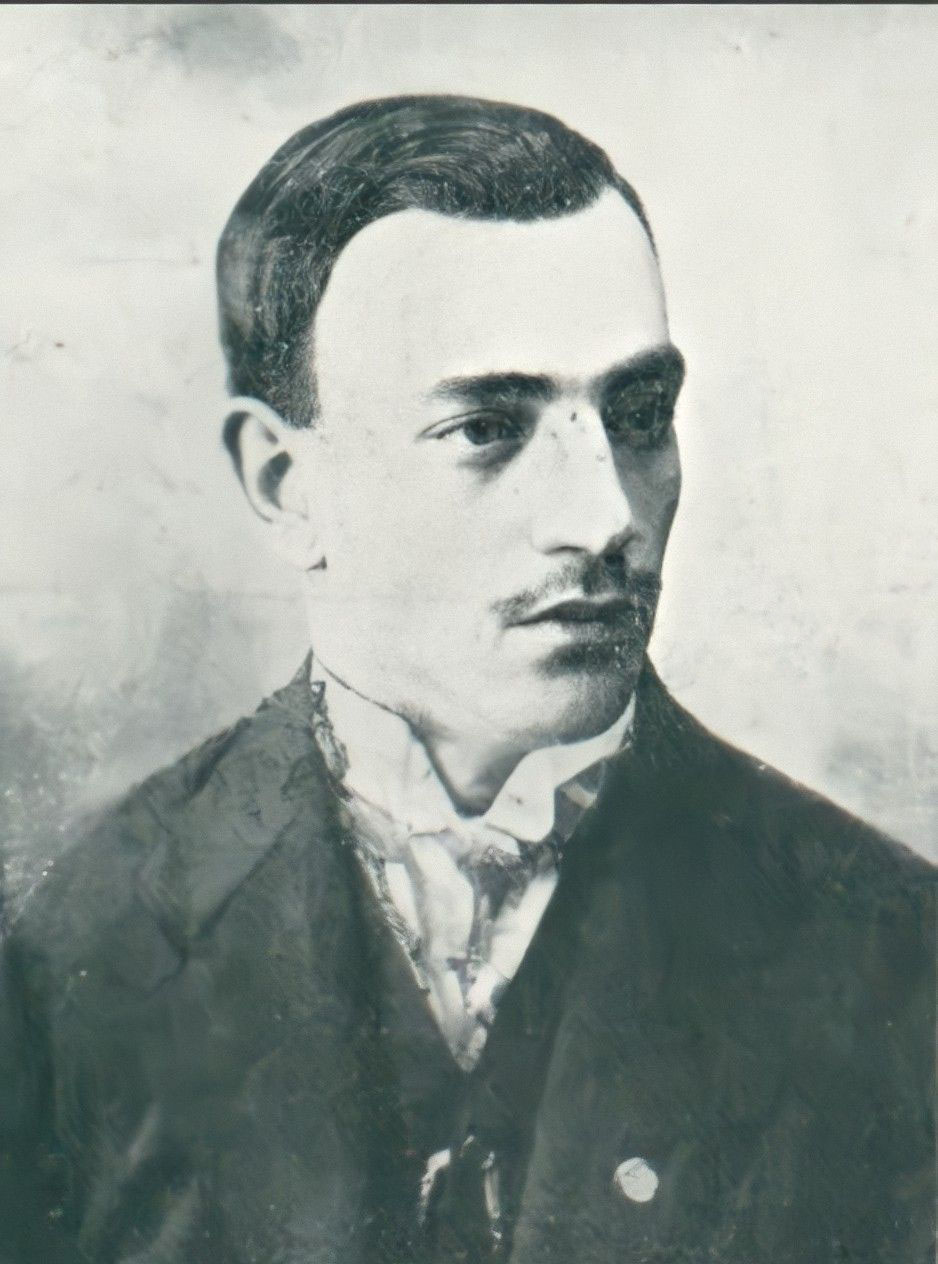
Heinrich Bělohlávek (1912)

Heinrich Bělohlávek, auch Heinrich Bielohlawek geschrieben (* 26. September 1889 in Wien; † 2. März 1943 in Berlin), war ein österreichischer Widerstandskämpfer gegen den Nationalsozialismus und Fußballspieler.

## Leben & Karriere
Heinrich Bělohlávek wurde 1889 als Sohn des aus Pardubitz in Böhmen stammenden Schneiders Franz Bělohlávek und seiner aus Wischau in Mähren stammenden Frau Maria (geb. Brotan) geboren. Er erlernte den Beruf eines Drehers und nahm als Soldat am Ersten Weltkrieg teil.
Der Großteil seiner fußballerischen Karriere fand beim SC Rudolfshügel, unweit seines Geburtsortes in Favoriten statt.
Seit Mitte der 1930er Jahre engagierte er sich für marxistische Organisationen im Widerstand zunächst gegen den österreichischen Ständestaat und ab 1938 gegen den Nationalsozialismus. Dafür wurde er 1941 inhaftiert und schließlich 1943 in Berlin von Scharfrichter Wilhelm Röttger hingerichtet.
Zu seinem Gedenken existierte von 1951 bis 1957 eine Gedenktafel an seinem Wohnhaus Leebgasse 35 in Favoriten.

## Erfolge
- 1 Länderspiel für die österreichische Fußballnationalmannschaft 1910